# 龍孔蒸
龍孔蒸，字季霞，湖廣湘鄉縣人，明末文人。

## 生平
龍孔蒸自幼聰穎，及長，制藝益精，尤精詞賦，工行、草書。崇禎十五年（1642年）， 舉壬午科湖廣鄉試。次年，張獻忠破長沙，搜捕紳士以授職。龍孔蒸逃出藏匿，誓死不出，直至敵軍棄城而去。永曆元年（清順治四年，1647年）春，長沙兵潰，殺掠過湘鄉，龍孔蒸被執遇害。